# Martin Herzberg (Musiker)
Martin Herzberg (* 28. Mai 1981 in Berlin) ist ein deutscher Musiker, Musikwissenschaftler und Komponist.

## Leben
Herzberg wuchs in Berlin-Neukölln auf. Von 2001 bis 2007 studierte er in seiner Heimatstadt Musikwissenschaft an der Humboldt-Universität.
2003 gründete er das Label Cloudbreak Records. Seit 2005 ist er auch an der Produktion externer Acts beteiligt und unterstützte bisher u. a. die Künstler Maliq, Royal Golden Sound und Audio Arcade bei ihren Produktionen.
Im Alter von 23 Jahren (2003) veröffentlichte er sein erstes Solo-Debütalbum Silent Mirror Inside, das stilistisch stark durch George Winston, Tori Amos, Moby sowie zahlreiche New-Age- und Ambientkünstler geprägt wurde. Mit No Fear Required folgte im August 2008 der Nachfolger des ersten Albums. Im Gegensatz zur vorherigen LP wurde das klangliche Spektrum durch mit Gesang angereicherte Trip-Hop-Produktionen erweitert.
In den Jahren 2008 bis 2012 widmet er sich vorwiegend seiner Dissertation in Musikwissenschaft. Kernaspekt der Arbeit war, den von Georg Franck entwickelten Entwurf einer Ökonomie der Aufmerksamkeit am Beispiel der Musikwirtschaft zu überprüfen. Das Forschungsvorhaben wurde durch die FAZIT-Stiftung finanziert und durch Peter Wicke betreut.
Das Studio-Album Lifelines of Music erschien 2014. Inspiriert von Künstlern wie Ludovico Einaudi und Yann Tiersen, ist es mit Klavier und Streichern rein instrumental gehalten und verbindet Einflüsse aus Filmmusik und Pop.
Im Mai 2020 erschien das neue Album Stars.
Am 17. Februar 2023 erschien ein weiteres Album mit dem Titel „Trees“.
Martin Herzberg ist außerdem unter seinem Pseudonym Ceils bekannt. Mit Ceils veröffentlicht er Klaviermusik, die sich besonders zum Fallenlassen, Entspannen und Meditieren eignet.

## Diskographie
- Silent Mirror Inside (2003)
- No Fear Required (2008)
- Audio Arcade - True Fidelity (2009)
- Lifelines Of Music (2014)
- Liebe & Tasten (2017)
- Stars (2020)
- Trees (2023)
- The Art Of Dreaming (2023) mit Felix Räuber